# Roger Mathis
Roger Mathis (4 de abril de 1921) é um ex-futebolista suíço que atuava como defensor.

## Carreira
Roger Mathis fez parte do elenco da Seleção Suíça de Futebol, na Copa do Mundo de 1954, em casa na Suíça.